# 电蚊香

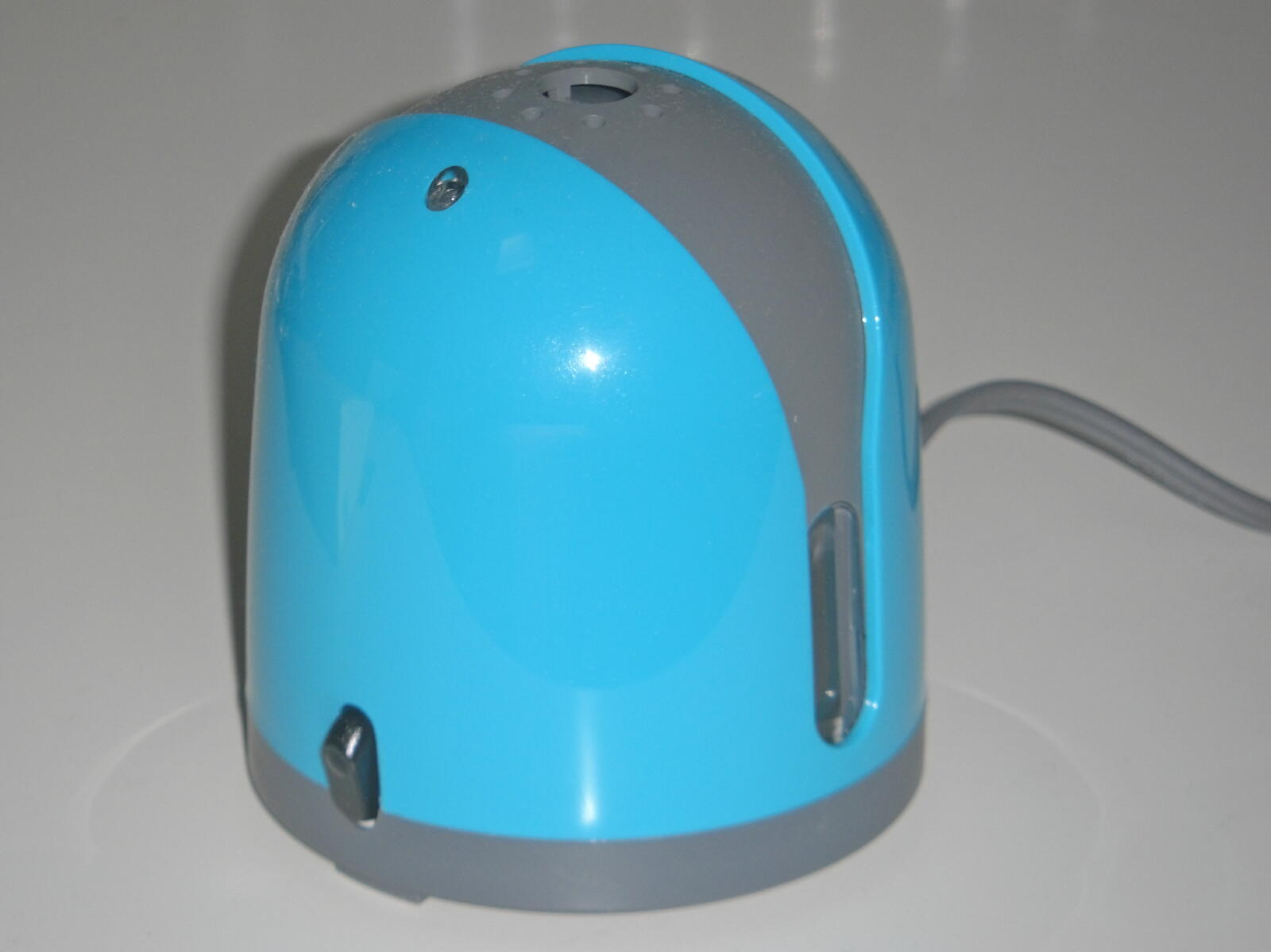
通过挥发电蚊香液驱蚊的电蚊香

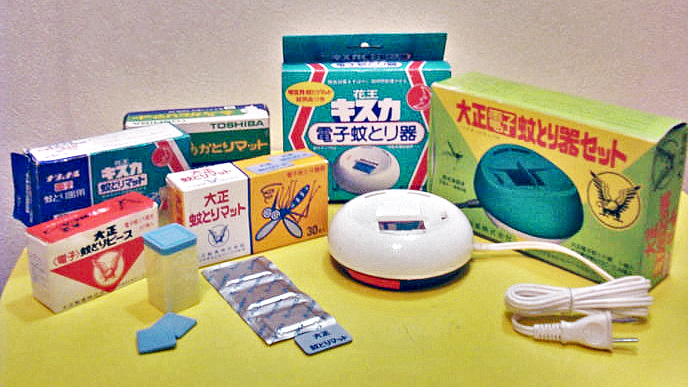
电蚊香片

电蚊香是一種驅趕蚊蟲的装置。使用者需要通电加热，使电蚊香挥发除蟲菊精類成分，从而实现驱蚊目的。
电蚊香种类不一。有的加热电热蚊香片，以挥发有效成分。有的则是令电蚊香液挥发，来实现驱蚊目的。
與傳統燃燒方式的蚊香相比，電蚊香較不會產生煙霧，但價格較高。